# Kondželj
Kondželj (cyr. Конџељ) – wieś w Serbii, w okręgu toplickim, w mieście Prokuplje. W 2011 roku liczyła 155 mieszkańców.